# پولان
پولان (به فرانسوی: Paulhan) یک کمون در فرانسه است که در Canton of Clermont-l'Hérault واقع شده‌است.

## خصوصیات
پولان ۱۱٫۲۶ کیلومترمربع مساحت و ۳٬۴۴۰ نفر جمعیت دارد و ۳۵ متر بالاتر از سطح دریا واقع شده‌است.